# Campionati svedesi di ski cross 2011
I Campionati svedesi di ski cross 2011 si sono svolti ad Funaesdalen il 27 aprile. Il programma ha incluso sia la gara femminile che la gara maschile. 
Trattandosi di competizioni valide anche ai fini del punteggio FIS, vi hanno partecipato anche sciatori di altre federazioni, senza che questo consentisse loro di concorrere al titolo nazionale svedese.

## Risultati

### Uomini
| Pos. | Atleta                 | Nazione |
| ---- | ---------------------- | ------- |
| 1    | Niklas Andersson       | Svezia  |
| 2    | Alexander Lindquist    | Svezia  |
| 3    | Oscar Trygg            | Svezia  |
| 4    | Victor Oehling Norberg | Svezia  |

### Donne
| Pos. | Atleta             | Nazione |
| ---- | ------------------ | ------- |
| 1    | Anna Holmlund      | Svezia  |
| 2    | Malou Peterson     | Svezia  |
| 3    | Matilda Wilhelmson | Svezia  |
| 4    | Erika Thundstedt   | Svezia  |